# Christiaan Huijgens
Christiaan Huijgens (Utrecht, 25 januari 1897 – Utrecht, 11 januari 1963) was een Nederlandse langeafstandsloper, die gespecialiseerd was op de marathon.
Huijgens, die lid was van het Amsterdamse AVAC, vertegenwoordigde Nederland op de Olympische Spelen van 1920 in Antwerpen. Tijdens de olympische marathon moest hij nog voor de finish opgeven. Van de 48 atleten die van start gingen, haalden 35 atleten de finish wel.